# 马斯代克

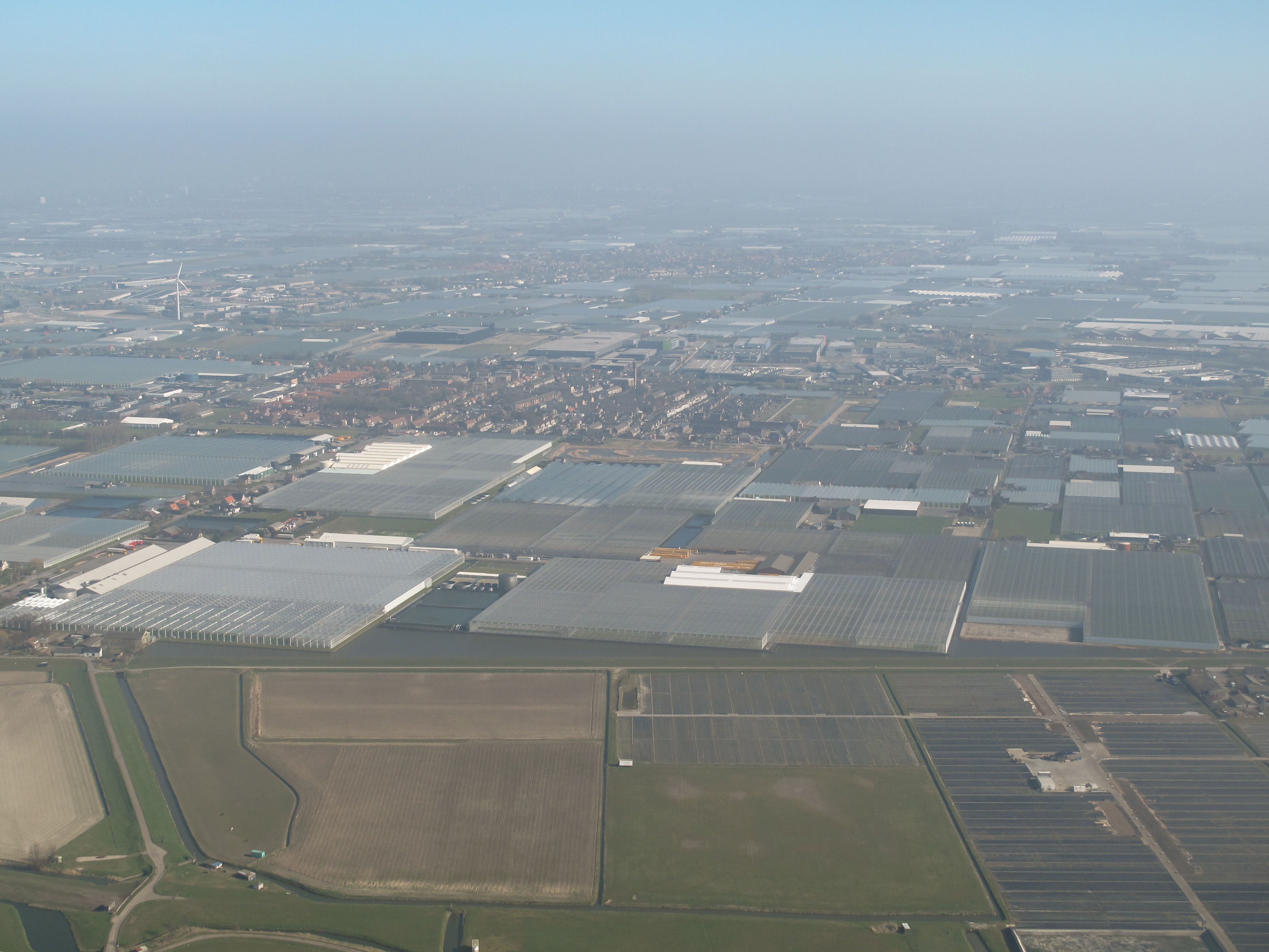
马斯代克鸟瞰

马斯代克（荷蘭語：Maasdijk）是荷兰南荷兰省市镇韦斯特兰的一个村庄。
马斯代克人口约为7000，其中约4000人居住在村庄建成区内，建成区面积约为1.5平方千米。